# Pseudococcus nitidus
Pseudococcus nitidus är en insektsart som beskrevs av Charles Kimberlin Brain 1915. Pseudococcus nitidus ingår i släktet Pseudococcus och familjen ullsköldlöss. Inga underarter finns listade i Catalogue of Life.